# Tupinambá FM
Tupinambá FM é uma emissora de rádio brasileira sediada em Sobral, município do estado do Ceará. Opera no dial FM, na frequência 100.3 MHz. É originada da migração da frequência AM 1120 kHz.

## História
A Rádio Difusora Princesa do Norte — posteriormente Rádio Tupinambá — foi uma iniciativa do então bispo da Diocese de Sobral, Dom José Tupinambá da Frota. O bispo se inspirou no modelo do Vaticano ao investir em comunicação, iniciado com o lançamento do jornal Correio da Semana em 1918. Durante o Governo João Goulart (1961-1964), dois de seus sacerdotes de confiança recebem concessões para operar rádios AM em Sobral: o Padre Sabino Loyola (fundador da Rádio Educadora do Nordeste em 1959) e o Padre José Palhano de Sabóia, este último que recebe a outorga da Rádio Tupinambá.
A Rádio Tupinambá de Sobral foi inaugurada no dia 17 de junho de 1962, na frequência 1120 kHz, três anos após a morte de Dom José Tupinambá. Diferente da Rádio Educadora, que associada ao Correio da Semana tinha uma iniciativa evangelizadora, a Rádio Tupinambá tinha sua programação política, uma vez que Sabóia tinha pretensões neste sentido. Ao longo de sua existência, teve diversos nomes em sua direção, como Marcelo Palhano, Jeronimo Medeiros Prado, Paulo Lustosa da Costa, Rui Silva, até passar a ser administrada pelo empresário José Tupinambá Moraes de Aquino (conhecido como Zeca Aquino), que deu a característica atual da programação, com estilo popular e regional que lhe rendeu o apelido "Tupi na Globo".
Em 2014, solicitou junto ao Ministério das Comunicações a migração para o dial FM. A Tupinambá recebeu a frequência 100.3 MHz e investiu em reforma em estúdio e novos equipamentos para o funcionamento da FM. No dia 29 de outubro de 2018, Zeca Aquino realizou a última transmissão no dial AM, reunindo todos os locutores da emissora para um bate-papo num programa especial. Após a transmissão, a frequência foi desligada e posteriormente ocorreu a derrubada da torre da AM. A frequência FM foi ativada em 12 de novembro, inaugurando uma nova plástica.